# Brand (Kronach)
Brand ([bʁant] ) ist ein Wohnplatz der Kreisstadt Kronach im Landkreis Kronach (Oberfranken, Bayern).

## Geographie
Das Dorf ist als Ortsstraße Brand im neu gebildeten Gemeindeteil Gehülz aufgegangen. In direkter Nachbarschaft befinden sich Ellmershaus im Südwesten, Zollbrunn im Süden, Judenhof, Kellerhaus im Osten und Brunnschrott im Norden.

## Geschichte
Gegen Ende des 18. Jahrhunderts gab es in Brand mit Ellmershaus und Judenhof 10 Anwesen. Das Hochgericht übten die Rittergüter Schmölz-Theisenort und Küps-Theisenort in begrenztem Umfang aus. Sie hatten ggf. an das bambergische Centamt Kronach auszuliefern. Grundherren waren das Rittergut Schmölz-Theisenort (1 Hof, 1 Söldengut, 1 Gütlein, 1 Haus) und das Rittergut Küps-Theisenort (6 Tropfhäuser).
Mit dem Gemeindeedikt wurde Brand dem 1808 gebildeten Steuerdistrikt Neuses und der 1818 gebildeten Ruralgemeinde Gehülz zugewiesen. Am 1. Mai 1978 wurde Brand im Zuge der Gebietsreform in Bayern in Kronach eingegliedert.

### Einwohnerentwicklung
| Jahr      | 001818 | 001861 | 001871 | 001885 | 001900 | 001925 | 001950 | 001961 | 001970 |
| Einwohner | 42     | 61     | 101    | 95 *   | 105    | 135    | 134    | 183    | 210    |
| Häuser    | 9      |        |        | 11 *   | 10     | 15     | 16     | 29     |        |
| Quelle    | [ 3 ]  | [ 5 ]  | [ 6 ]  | [ 7 ]  | [ 8 ]  | [ 9 ]  | [ 10 ] | [ 11 ] | [ 12 ] |

## Religion
Der Ort war gemischt konfessionell. Die Protestanten waren ursprünglich nach St. Laurentius (Schmölz) gepfarrt. Seit der zweiten Hälfte des 19. Jahrhunderts waren sie nach Kronach und aktuell sind sie nach St. Michael (Gehülz) gepfarrt. Die Katholiken waren ursprünglich nach St. Johannes der Täufer (Kronach) und sind jetzt nach St. Bonifatius (Gehülz) gepfarrt.

## Weblink
- Brand in der Ortsdatenbank von bavarikon, abgerufen am 20. August 2021.